# Nune Tumanyan

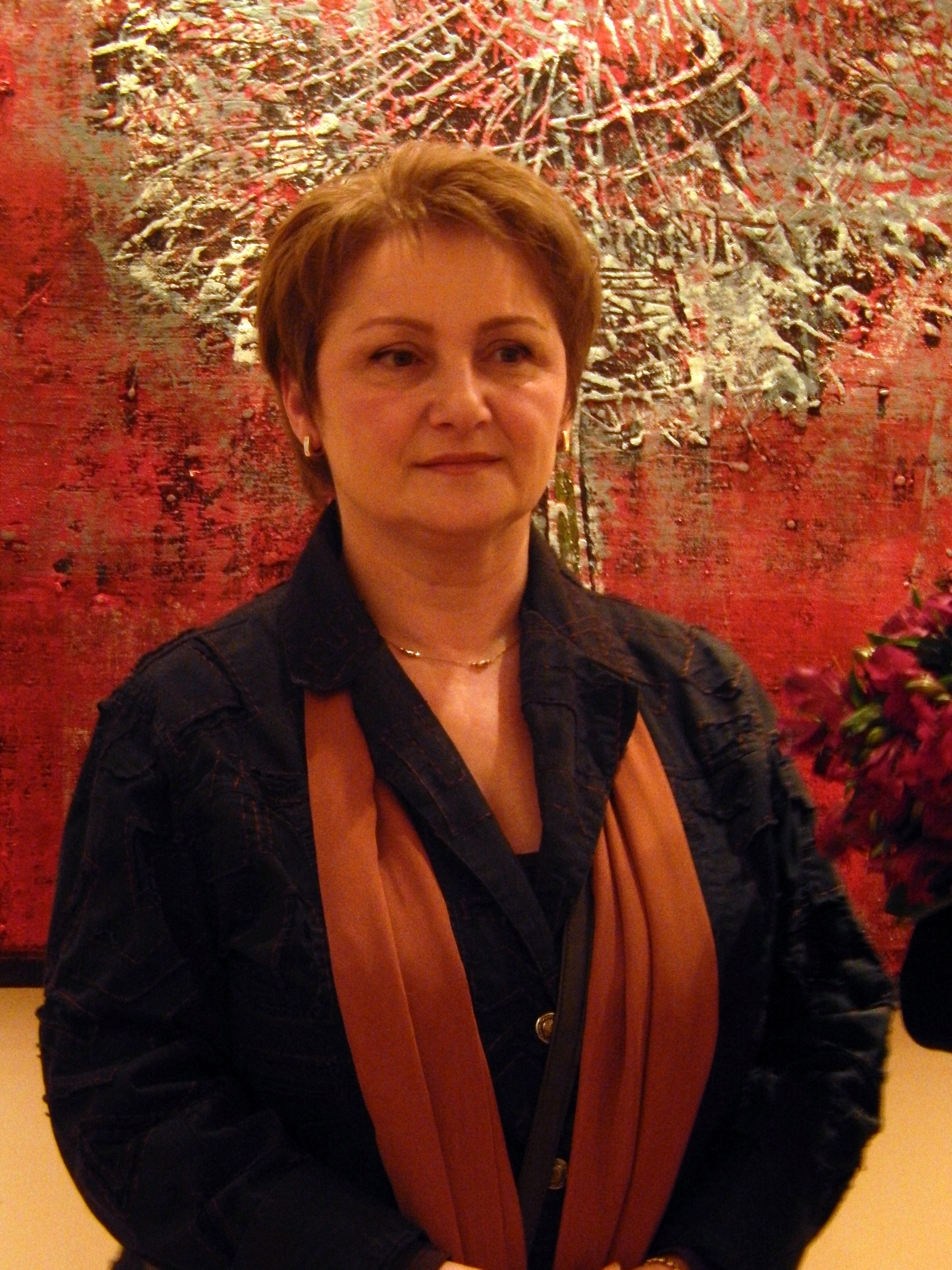
Nune Tumanyan

Nune Tumanyan (in armeno Նունե Թումանյան?; Erevan, 23 ottobre 1963) è una scultrice armena.

## Carriera
Nune Tumanyan è nata nel 1963 a Erevan. Si è laureata all'istituto d'arte dopo Hakob Kojoyan, poi alla Scuola d'Arte dopo Panos Terlemezyan. Tra il 1984 e il 1985 Nune Tumanyan ha studiato presso l'Accademia russa di belle arti di Leningrado (oggi San Pietroburgo). Ha ottenuto la laurea magistrale presso l'Istituto artistico-teatrale di Erevan (oggi Accademia delle belle arti). Tra il 1995 e il 2009 Nune Tumanyan è stata Docente associato all'Accademia delle belle arti. Nune è membro dell'Unione degli artisti di Armenia dal 1996, e capo del dipartimento di scultura dell'unione dal 2014. Nune partecipa a numerose esposizioni e competizioni nazionali e internazionali. Ha vinto numerosi premi internazionali, tra i quali uno alla Biennale “Cancelli della città di Dante” a Ravenna nel 1998. È stata premiata con il premio principale alla mostra "Donne e Arte: Interpretare la pace" a Sharjah, negli Emirati Arabi Uniti, nel 2014.
Le opere di Nune Tumanyan si svolgono in collezioni private e aziendali in tutto il mondo, tra cui la Galleria Nazionale dell'Armenia. Il mezzo delle opere di Nune Tumanyan è principalmente il bronzo, a volte in combinazione con altri materiali come vetro, legno, pietra ecc. L'arte di Nune Tumanyan esprime il mondo spirituale infinitamente ricco dell'uomo, un mondo che, non conoscendo pace e tranquillità, è costantemente in movimento, nei conflitti, è pieno di delizie, dubbi, frustrazioni. Ognuna delle opere di Nune è un complicato processo creativo, che porta inevitabilmente a una chiara soluzione espressiva, caratteristica della propria individualità artistica. Attraverso il suo lavoro, vediamo lo scultore come un artista, pensando in categorie su larga scala. Attraverso il fragile guscio poetico delle sue opere, il significato dell'idea di base mostra sempre ciò che tocca e semiapre i lati nascosti di un'anima umana.

## Esposizioni
I lavori di Nune sono stati esposti in diverse gallerie d'arte in Armenia e all'estero, come la Galleria Nazionale di Arte in Armenia, il Museo Charents a Erevan, l'Unione Artisti di Armenia, la Residenza UN in Armenia, la Galleria Boyajyan, a San Pietroburgo, in Italia e negli Emirati Arabi.

## Galleria d'immagini

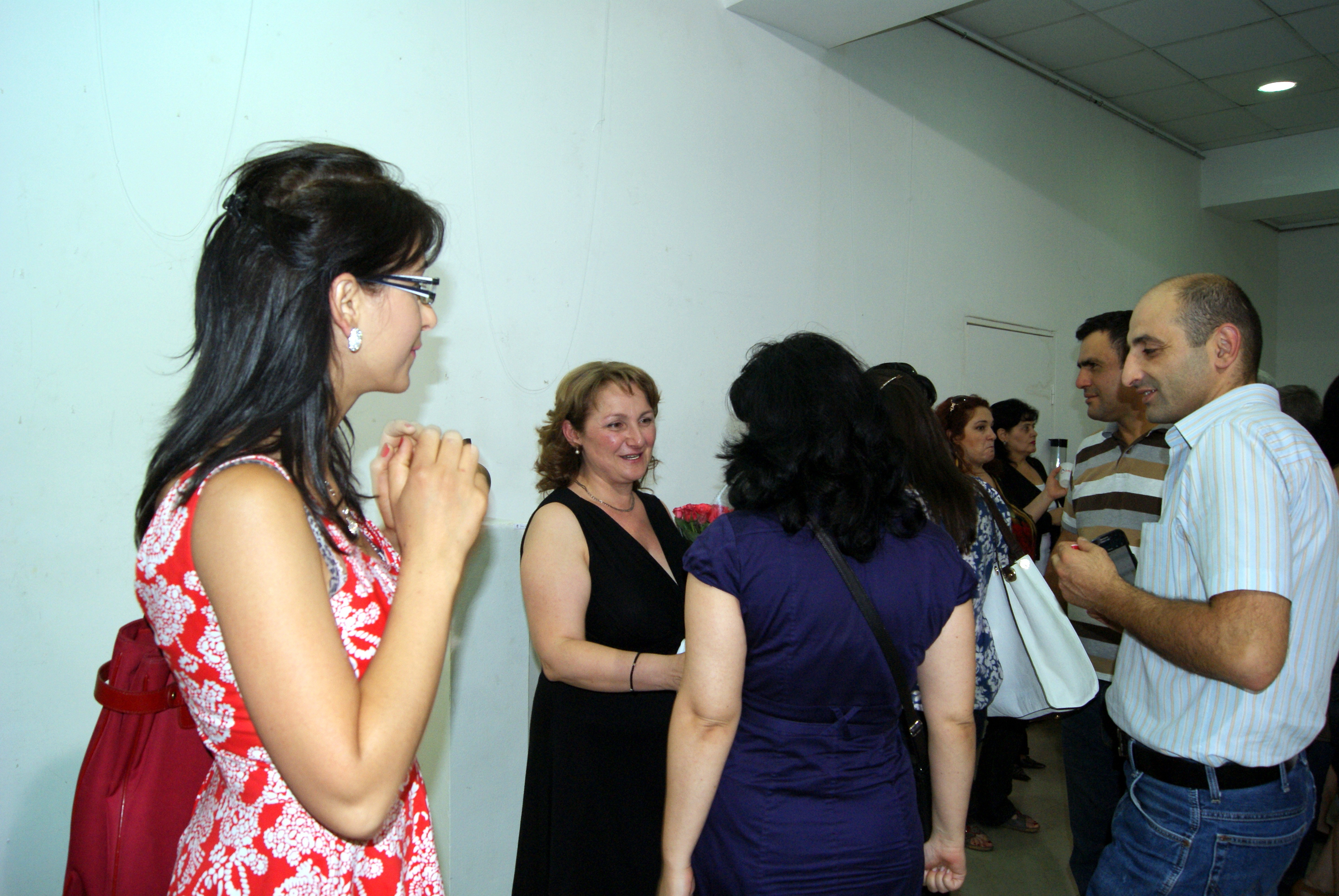
Esposizione di Nune Tumanyan presso l'Unione Artisti di Armenia nel 2013
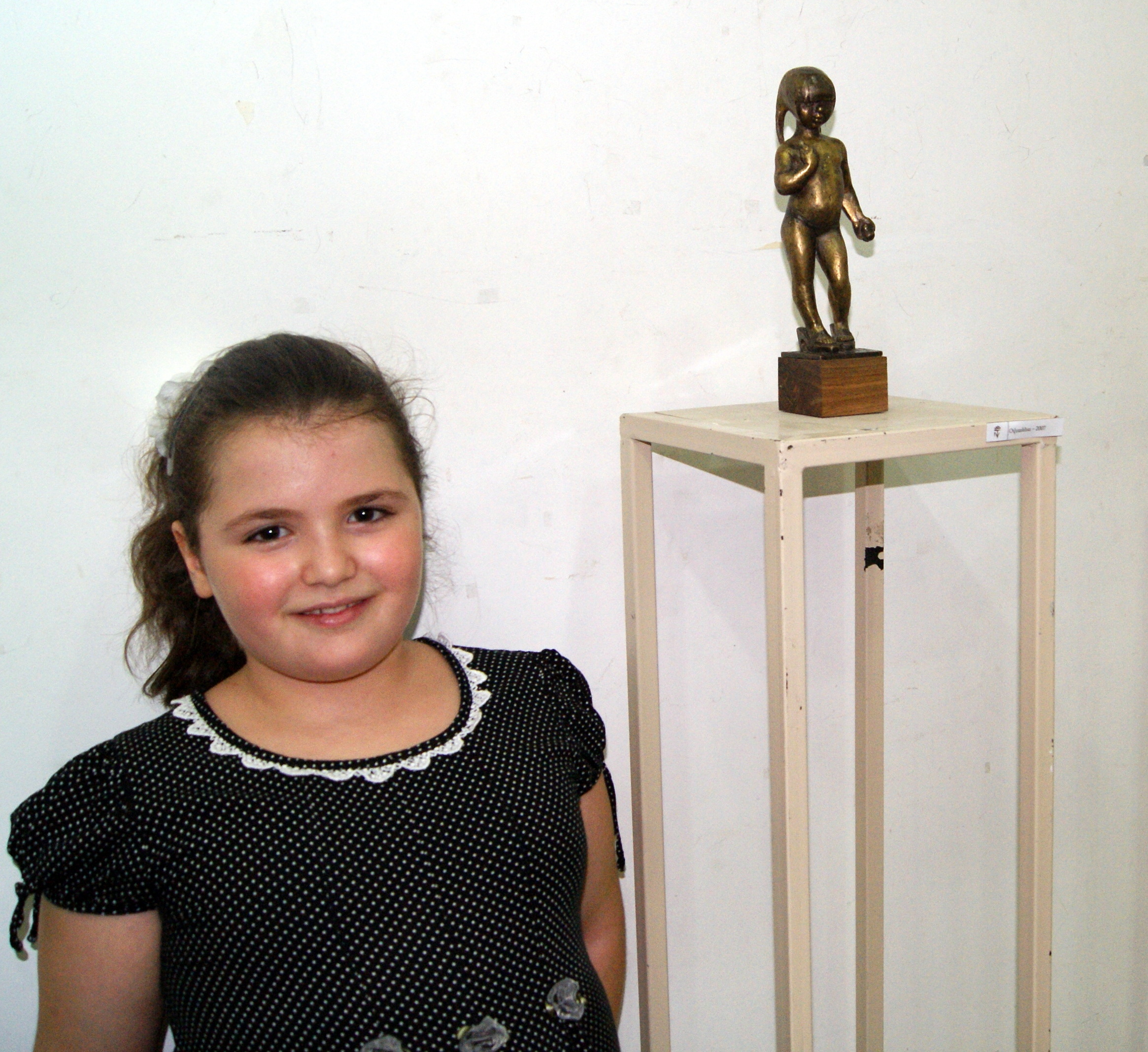
La figlia Ovsana davanti ad una sua scultura
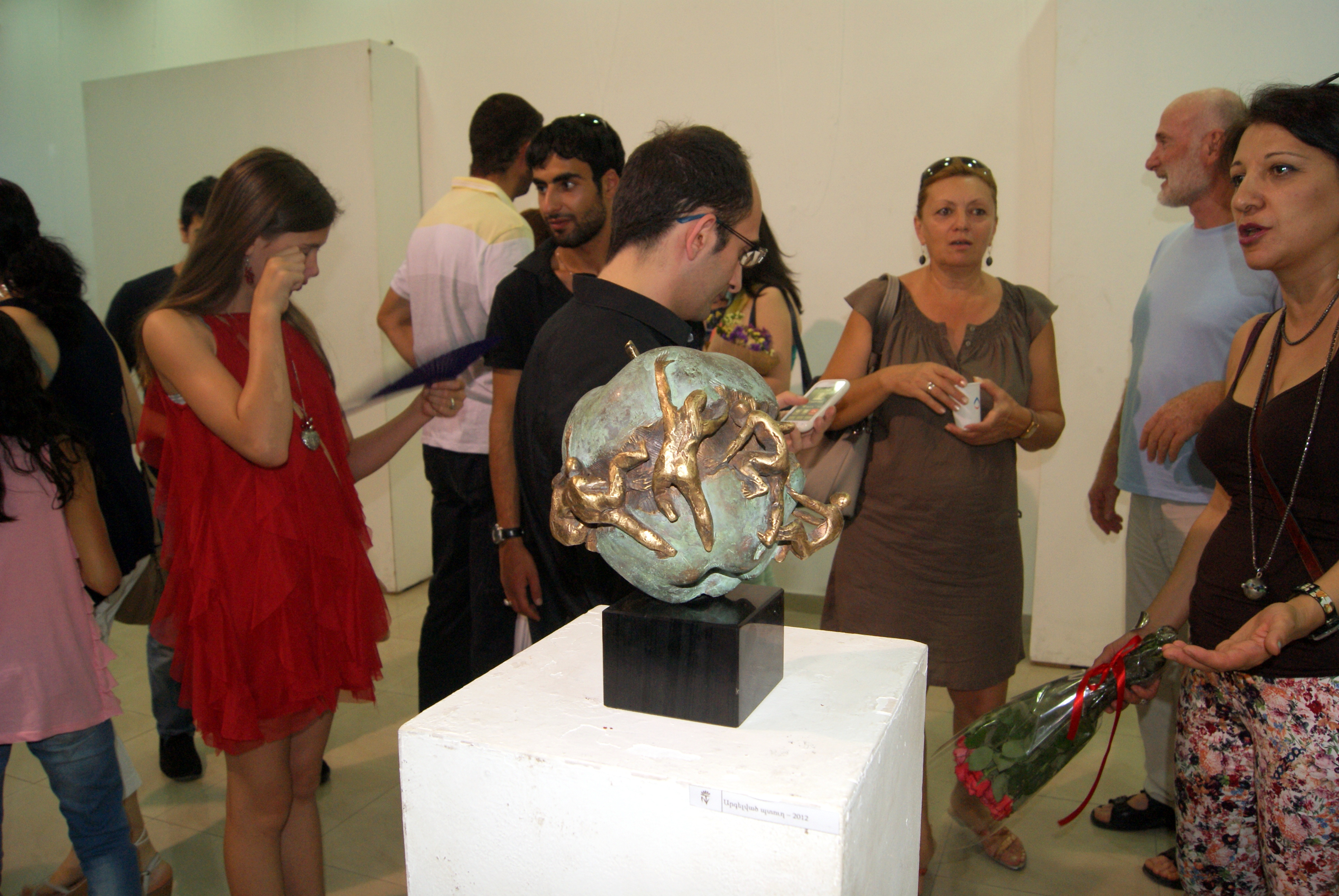
Esposizione di Nune Tumanyan presso l'Unione degli Artisti di Armenia nel 2013
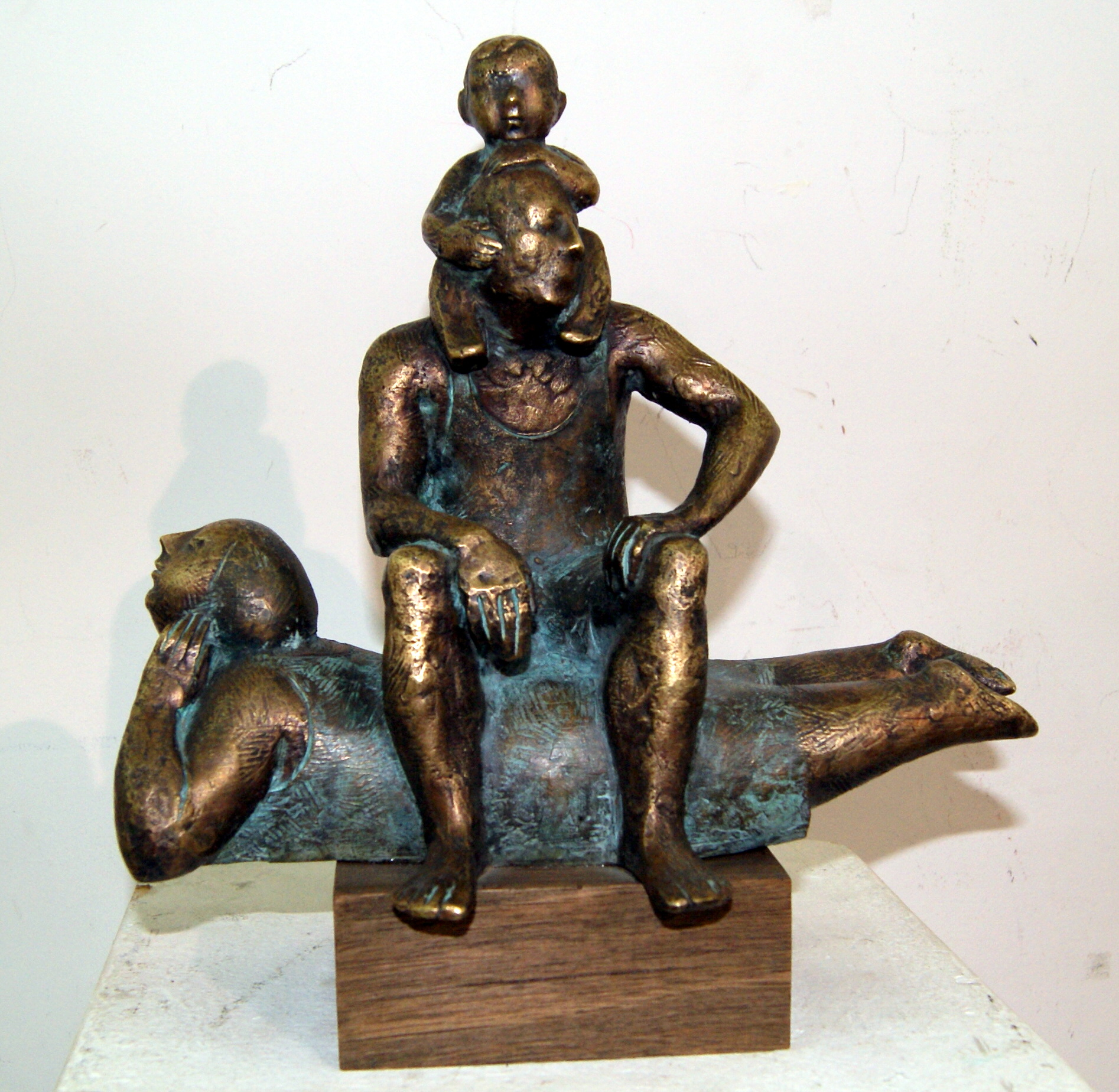
"Famiglia"